# Magnus Manske
Heinrich Magnus Manske (* 24. května 1974 Kolín nad Rýnem) je německý vědecký pracovník neziskového britského institutu Wellcome Sanger Institute pro výzkum genomiky a genetiky v Cambridgi, zároveň je jedním z vývojářů první verze software MediaWiki.

## Studie
Narodil se v Kolíně nad Rýnem. Vystudoval biochemii na Kolínské univerzitě. Toto studium zakončil v roce 2006 ziskem titulu Ph.D. Jeho disertační práce byla open source nástrojem pro molekulární biologii nazvaným GENtle.

## Kariéra
Jako student byl jedním z prvních editorů encyklopedie Nupedie, předchůdce Wikipedie. Později napsal jednu z prvních verzí software MediaWiki, na kterém Wikipedie běží. Od roku 2007 pracuje v institutu Welcome Sanger Institute, zároveň je aktivní i při vývoji nástrojů pro Wikipedii a její sesterské projekty Wikidata a Wikimedia Commons.

## Vývoj MediaWiki
Byl aktivním editorem Nupedie, kde editoval především obsah týkající se biologie. Kromě toho také vyvíjel několik nástrojů pro Nupedii. Při práci byl nespokojený s limity tehdejšího softwaru a tak byl jedním z těch, kteří vytvořili první verzí software, který se později stal MediaWiki.
V minulosti byl Wikipedii používán software s názvem UseModWiki, který byl napsaný v Perlu. Vzhledem k problémům, které s tímto softwarem byly, Magnus v létě 2001 začal pracovat na náhradě pro UseModWiki. Tato náhrada měla ukládat data do databáze a měla obsahovat funkce specifické pro Wikipedii. Dne 25. ledna 2002 uvolnil první verzi wiki engine založeného na PHP a MySQL, který se v té době jmenoval Phase II. Jedna z inovací, kterou v Phase II implementoval, bylo využití jmenných prostorů pro separování rozličných typů stránek, jako je jmenný prostor Diskuse nebo Wikipedista. Phase II také přineslo mnoho dalších funkcí, které jsou stále používány, například nahrávání souborů, sledování stránek, automatické podpisy a seznam uživatelských příspěvků. Manskeho nový software také zjednodušil integrování fotografií do článků na wikipedie a přinesl novou uživatelskou skupinu s funkci správce, kteří dostali určitá práva, například odstraňování nevhodných článků či blokování vandalů. Byl podporovatelem open source programů, zejména licence GPL. Jeho práce na prvotních verzích tohoto software byla uvolněna právě pod touto licencí.
Jeho software Phase II byl kvůli výkonnostním problémům spojených s tím, jak Wikipedie nadále rostla, v červnu 2002 znovu přepsán a od roku 2003 je nazýván MediaWiki. Výsledný software je nyní používán jako hlavní platforma pro Wikipedii i její sesterské projekty a jako software pro mnoho dalších organizací a institucí.

## Uznání
Je považován za tvůrce prvního článku na německé Wikipedii, který se zabýval polymerázovou řetězovou reakcí a který napsal v roce 2001. Jimmy Wales v roce 2002 určil 25. leden jako Den Magnuse Manskeho, čímž ocenil jeho práci pro Wikipedii. Tvrdil, že „tento den by si každý wikipedista měl na Magnuse připít a poděkovat mu za mnoho jeho vynálezů“.